# Leistus lenkoranus
Leistus lenkoranus – gatunek chrząszcza z rodziny biegaczowatych, podrodziny Nebriinae i plemienia Nebriini.

## Taksonomia
Takson ten opisany został w 1885 roku przez Edmunda Reittera jako niezależny gatunek. W 1905 roku autor ten obniżył jego rangę do odmiany Leistus fulvus. Z kolei Max Bänninger w 1925 roku uznał go za podgatunek Leistus caucasicus. Ostatecznie w 1980 roku Georges Perrault podniósł go z powrotem do rangi gatunku i tak jest traktowany obecnie.

## Opis
Samce osiągają od 8,1 do 8,6, a samice od 8,6 do 9 mm długości ciała. Głowa zawsze ciemniejsza od reszty ciała. Ligula z dwoma środkowymi guzkami w których osadzone są dwie grube szczeciny. Boki przedplecza z krótkim zafalowaniem przed nieco ostrymi kątami tylnymi. Pokrywy o dobrze zaznaczonych ramionach; wyraźnie rozszerzone u wierzchołka, najszersze w wierzchołkowej ⅓. Skrzydła tylne w pełni rozwinięte. Edeagus o wierzchołkowej części środkowego płata dłużej niż u L. fulvus. Błoniaste pólko edeagusa położone po stronie grzbietowej i daleko od wierzchołka.

## Występowanie
Owad górski, zasiedlający gaje i lasy mieszane, niekiedy zachodzący na łąki piętra alpejskiego. Spotykany jest głównie w dolinach rzek i strumieni.
Chrząszcz palearktyczny. Wykazany został z Azerbejdżanu, Armenii, Gruzji, południowej części europejskiej Rosji, Turkmenistanu i Iranu. Według Szilenkowa zasięgiem obejmuje górską część Azerbejdżanu (głównie Tałysz), wschód Armenii, zachodni Kopet-dag i północny Iran. Według Kriżanowskiego i innych w rejonie Rosji zasiedla Kaukaz Wschodni, góry północnej Armenii, wyżyny Armenii, Tałysz i zachodni Kopet-dag. Z Iranie podawany m.in. z ostanu Ardabil.